# فورس ماژور
فورس ماژور (سوئدی: Turist) فیلمی در ژانر درام به کارگردانی روبن اوستلوند محصول کشور سوئد است که در سال ۲۰۱۴ منتشر شد. این فیلم نامزد بهترین فیلم غیرانگلیسی زبان گلدن گلاب ۲۰۱۵ است.